# Żyrardowianka Żyrardów
MKS Żyrardowianka Żyrardów – polski klub piłkarski założony w 1923 roku w Żyrardowie, od sezonu 2022/2023 występujący w V lidze, gr. mazowieckiej II.
Największym sukcesem klubu są występy w III lidze. Zespół grał w niej m.in. w sezonie 1982/1983, zajmując 11. miejsce.

## Okres wojny i okupacji
Wiosną 1940 roku zorganizowano w Żyrardowie nieoficjalne mistrzostwa, w których wzięły udział drużyny dzielnicowe. W turnieju uczestniczyło pięć zespołów: “Szlachtuz”, “Podlasianka”, Podblich”, “Przechodniak”, “Ruda”. Z najlepszych piłkarzy tych zawodów powstał późniejszy, okupacyjny skład Żyrardowianki. Grali wówczas m.in.: Roman Bakalarski, Włodzimierz Cieplak, Tadeusz Dobrogoszcz, Ryszard Grabowski, Stanisław Grabowski (jako kapitan), Zygmunt Krzywicki, Stanisław Mińkowski, Tadeusz Snopczyński, Kazimierz Woliński, Jan Wolniewicz. Żyrardowianka rozgrywała w tym składzie mecze z innymi robotniczymi drużynami piłkarskimi z Warszawy.

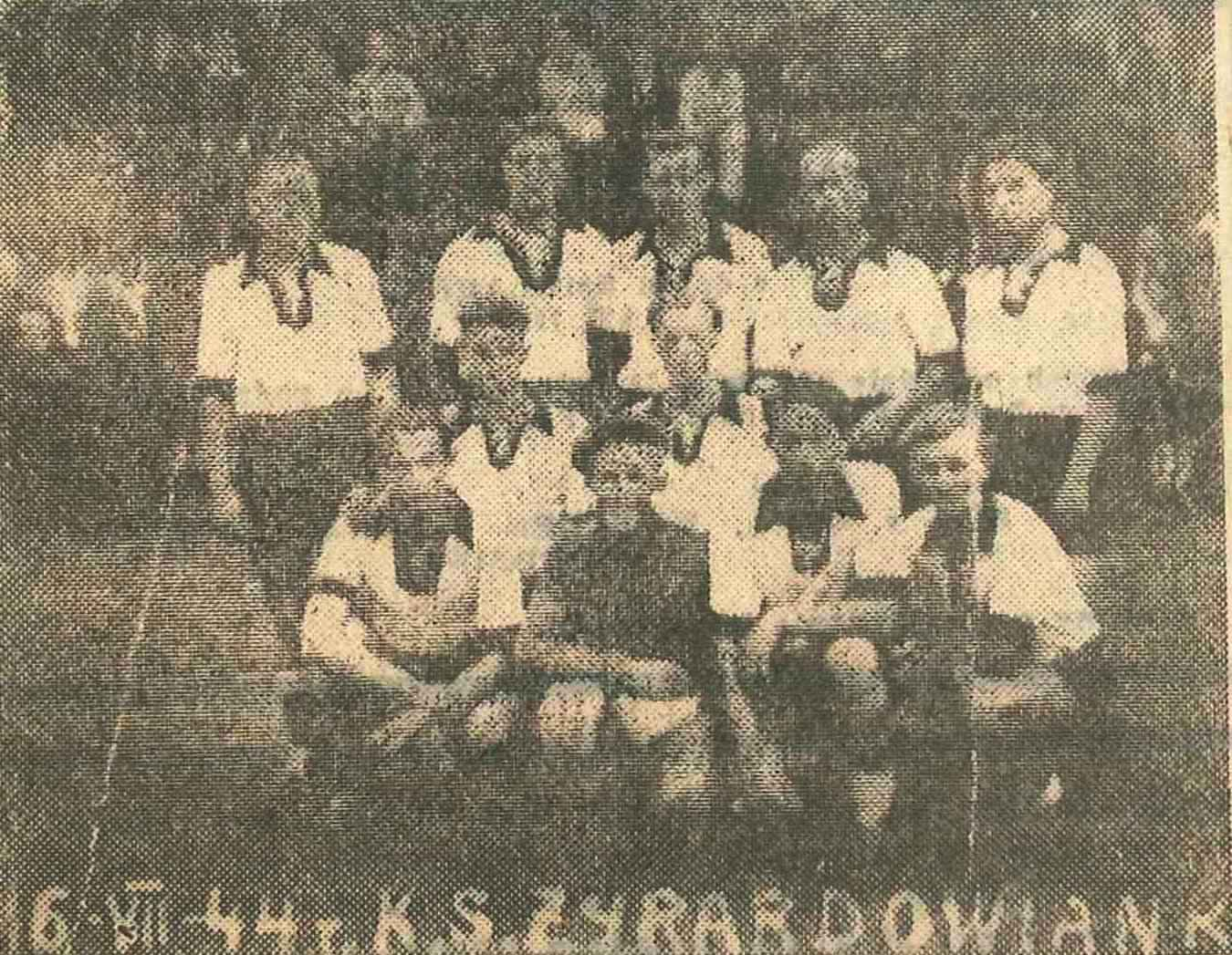
Archiwalne zdjęcie okupacyjnego składu Żyrardowianki. Na fotografii m.in.: Roman Bakalarski, Aleksy Chojnacki, Włodzimierz Cieplak, Ryszard Grabowski (bramkarz), Stanisław Grabowski, Leszek Han, Eugeniusz Pindor, Kazimierz Wolański, Czesław Miklaszewski.

Ponieważ Niemcy początkowo nie zwracali uwagi na organizowane co jakiś czas zawody, udało się rozegrać mecze wyjazdowe m.in. w Milanówku, Guzowie, Grodzisku Mazowieckim, Błoniu oraz w Chodakowie (obecnie dzielnica Sochaczewa – spotkanie z Bzurą Chodaków piłkarze z Żyrardowa wygrali 3:0). W Warszawie doszło również do meczu z niemiecką drużyną kolejową „Orbis” (zespół z Żyrardowa rozgromił Niemców 5:0). Wkrótce okupanci rozpoczęli jednak masowe restrykcje w stosunku do osób zaangażowanych w działalność sportową. Żyrardowiance odebrano stadion fabryczny, zaczęto też rozpędzać mecze (tak było np. w Błoniu i Wiskitkach). Sytuację ratowało m.in. to, iż z drużyną sympatyzowali niektórzy Niemcy, zaś w szeregach Żyrardowianki pojawiło się dwóch volksdeutschów: Artur Lausch i Karol Woldek. Ponieważ odcięcie się od tych ostatnich mogło być źle odebrane przez władze okupacyjne, postanowiono ich tolerować. Ci z kolei odwdzięczali się, ostrzegając o akcjach i łapankach. Niemcy starali się organizować konkurencyjne imprezy, które miały odciągać uwagę od meczów piłkarskich. Podczas jednego ze spotkań Żyrardowianki okupanci zorganizowali własne zawody lekkoatletyczne. Ponieważ jednak nie cieszyły się one szczególnym zainteresowaniem kibiców (większość udała się na mecz), Niemcy zorganizowali obławę. Doszło wówczas do zatrzymania kilkudziesięciu widzów, samym piłkarzom udało się zbiec.

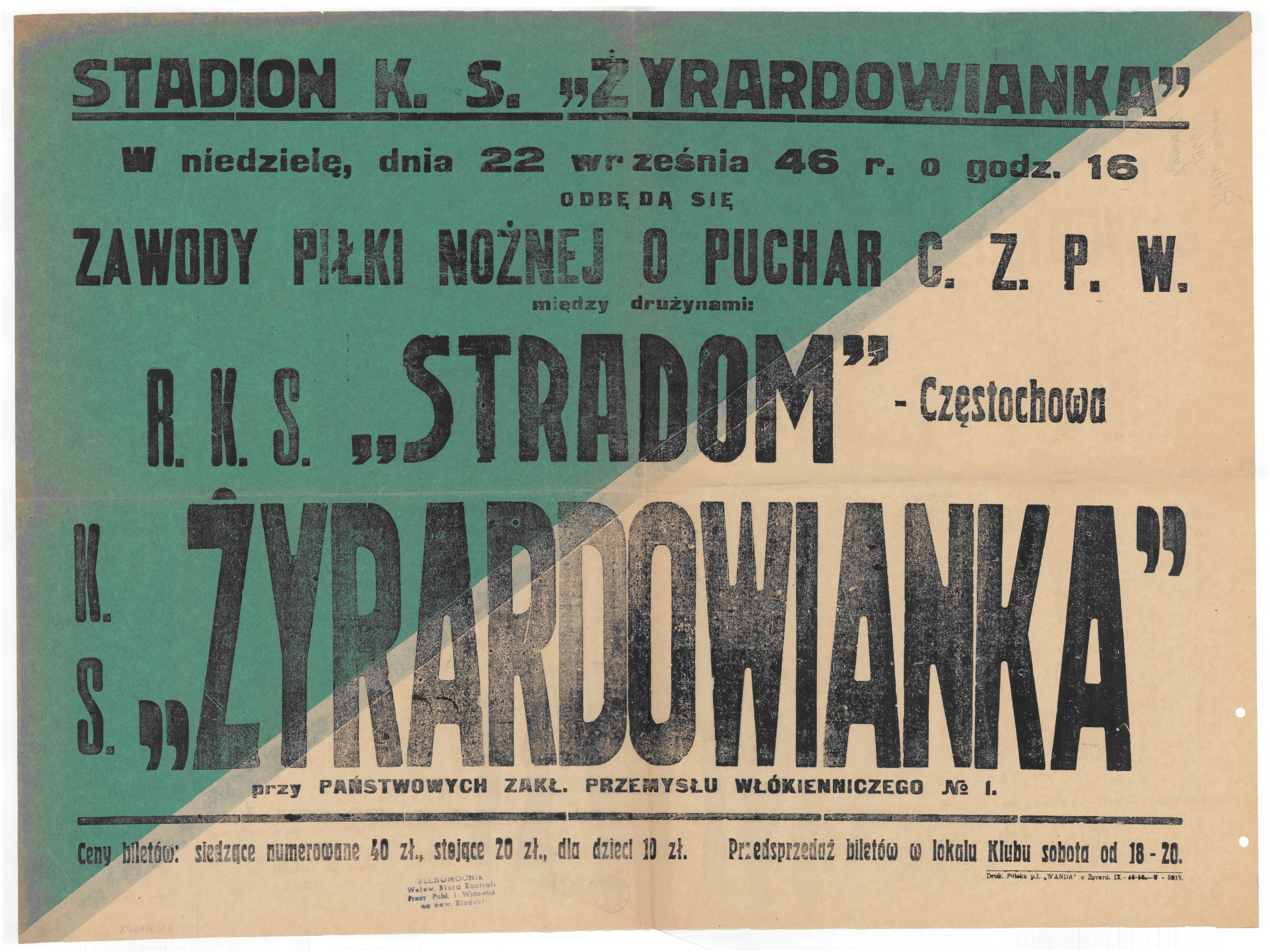
Afisz meczu Żyrardowianka Żyrardów - Stradom Częstochowa 22.09.1946 r.

Wiosną 1941 roku kibice Żyrardowianki z własnych funduszy zakupili piłkarzom jednolite kostiumy, buty zrobiono ze skóry wyniesionej potajemnie z kontrolowanej przez Niemców miejscowej garbarni. Żyrardowianka wzięła w tym czasie udział w odbywających się w Warszawie okupacyjnych mistrzostwach piłkarskich. Piłkarzom udało się zremisować 1:1 z jedną z czołowych drużyn przedwojennej stolicy, a mianowicie z RKS-em Ursusem (z innym ważnym zespołem tego turnieju – RKS-em Okęciem – Żyrardowianka przegrała 0:1). Podczas turnieju drużynę z Żyrardowa reprezentowali: W. Cieplak, Rewnicki, W. Chojnacki, St. Sieniarski, L. Han, K. Noga, Miklaszewski, R. Bakalarski oraz St. i R. Grabowscy. Ten skład zespołu przetrwał niemal do końca wojny.